# ザーイド・ビン＝スルターン・アール＝ナヒヤーン
ザーイド・ビン・スルターン・ビン・ザーイド・アール・ナヒヤーン（アラビア語: زايد بن سلطان بن زايد آل نهيان, ラテン文字転写: Zāyid bin Sultān bin Zāyid Āl Nuhayyān, 1918年5月6日 - 2004年11月2日）は、アブダビ首長国の首長。アブダビを含め7つの首長国からなるアラブ首長国連邦の初代大統領を1971年の独立からその死去まで30年以上にわたって務めた。

## 名前
ザーイド・ビン・スルターン・アール・ナヒヤーンは「ナヒヤーン家スルターンの息子ザーイド」の意味。
属格支配による複合語の部分を「＝」でつないだザーイド・ビン＝スルターン・アール＝ナヒヤーンというカタカナ表記もあるが、メディア等では「・」のみで区切った表記が一般的である。
個人名「ザーイド」は日本語カタカナ表記で英語発音のように長母音位置をずらしたザイードと書かれることが広く行われているほか、ザイドとなっていることもある。
また「スルターン」は父の名前、「アール」は名詞で「（～）家、一家、ファミリー」の意、「ナヒヤーン」は家名。（日本語における表記の揺れはナヒヤーン家を参照。）

## 生涯
1918年頃、アブダビ市から東に160kmの地点、オマーンとの国境近くにあるオアシスの町アル＝アインでアブダビ首長家であるナヒヤーン家の一員として生まれた。18世紀にナヒヤーン家の首長国が樹立されたアブダビは19世紀前半以来イギリスの保護国であったが、19世紀後半から漸次勢力を拡大しつつあった。
アル＝アインを治める父のスルターン・ビン＝ザーイドは1922年に兄のハムダーンを倒してアブダビの第11代首長となるが、1926年に弟のサクルに追われて殺害された。父を失ったザーイドはアル＝アインに留まり、イスラム教の伝統的な教育を受けた。この間、アブダビは1928年にサクルに替わってザーイドの長兄シャフブートが第13代首長に即位して王位の安定を見た。
1946年、ザーイドはアル＝アイン地区の知事に任命され、保険、教育、道路建設などの事業にあたった。1950年代に石油の輸出が始められアブダビに莫大な収入をもたらすようになると、その使い道をめぐって首長家の間で対立が起こり、ザーイドが1966年に宮廷内クーデターによって兄に替わり第14代首長に即位した。 ザーイドはオイルマネーをインフラ整備など国家の基盤を整備発展させるための事業に投入し、アブダビに未曾有の繁栄をもたらした。ザーイド自身も、石油の収入により世界有数の大富豪となった。
ザーイドの下、アブダビ首長国は1968年より、イギリスが湾岸首長国からの撤退方針を明らかにするのに合わせ、9首長国からなるアラブ首長国連邦 (Federation of Arab Emirates:FAE) を提唱し始め、連邦結成協定を結んだ。
1970年、サウジアラビアとの間で国境問題が悪化して一触即発の状態となるが、日本やアメリカを介して沈静化させることに成功する。
1971年、カタールとバーレーンは単独独立を選ぶもアブダビなど6か国（のちラアス・アル＝ハイマが参加して7か国）はアラブ首長国連邦を結成すると、首長国中最大の国家であるアブダビの首長ザーイドが初代大統領に選出された。 5年後には連邦各国の首長たちから構成される最高評議会によって大統領に再選され、独立後も連邦のリーダーとして指導力を発揮し続けた。
1976年にアブダビ投資庁を設立した。

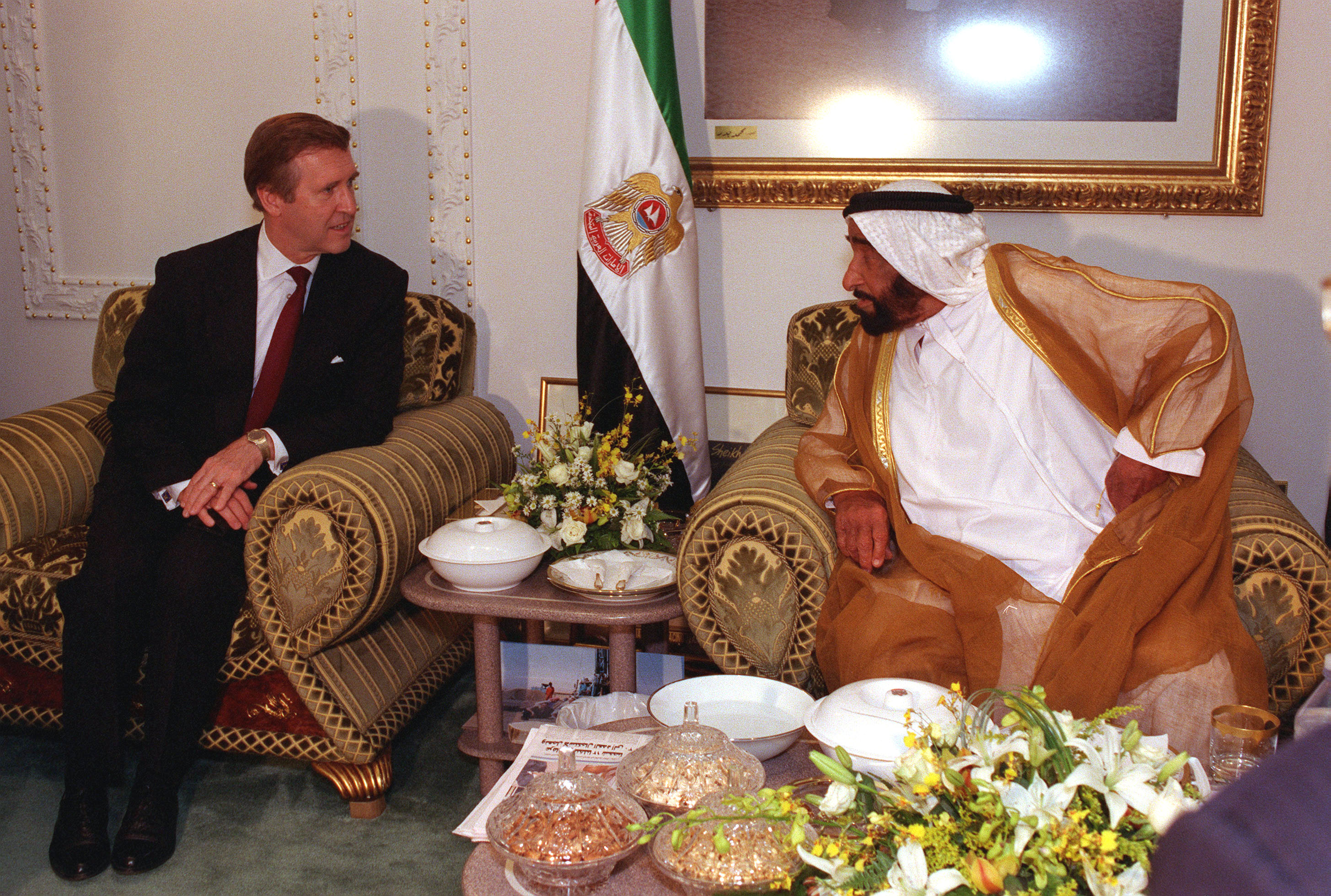
1998年11月5日、アメリカのウィリアム・コーエン国防長官との会談にて

ザーイドはその後も30年以上に渡って大統領を務めたが、1990年代には高齢となって健康不安が表面化し、1996年に頸部脊椎手術、2000年には腎臓移植手術を受けた。しかし、後継者問題はすでに以前から長男ハリーファが首長世子と定められ、後継者の地位を確立していたので、大きな不安は起こらなかった。

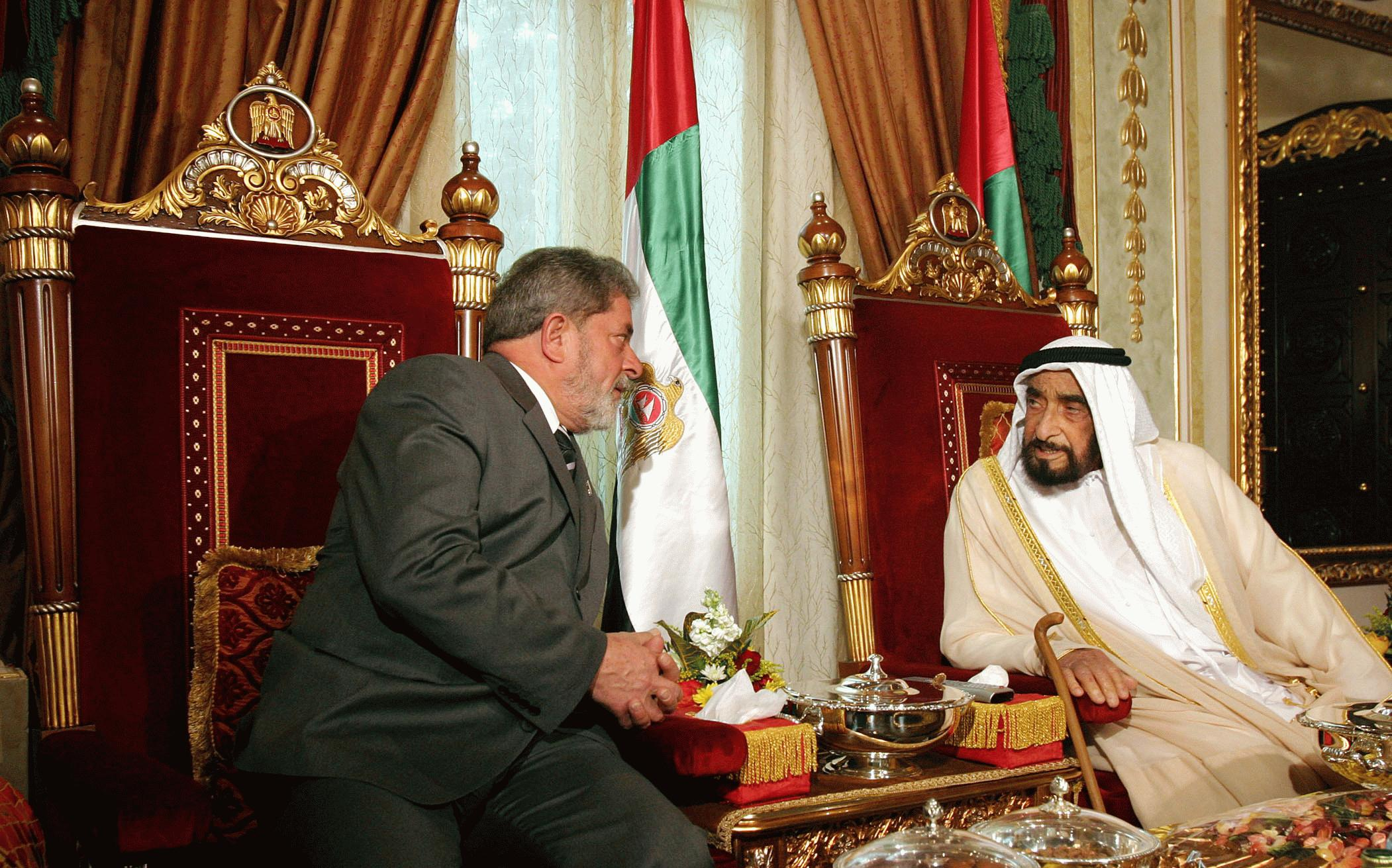
2003年12月7日、ブラジルのルイス・イナシオ・ルーラ・ダ・シルヴァ大統領との会談にて

2004年11月2日にザーイドが薨去するとハリーファが首長に即位し、翌日アラブ首長国連邦の第2代大統領に就任した。